# Tommy Townsend
(en) Statistiques sur pro-football-reference

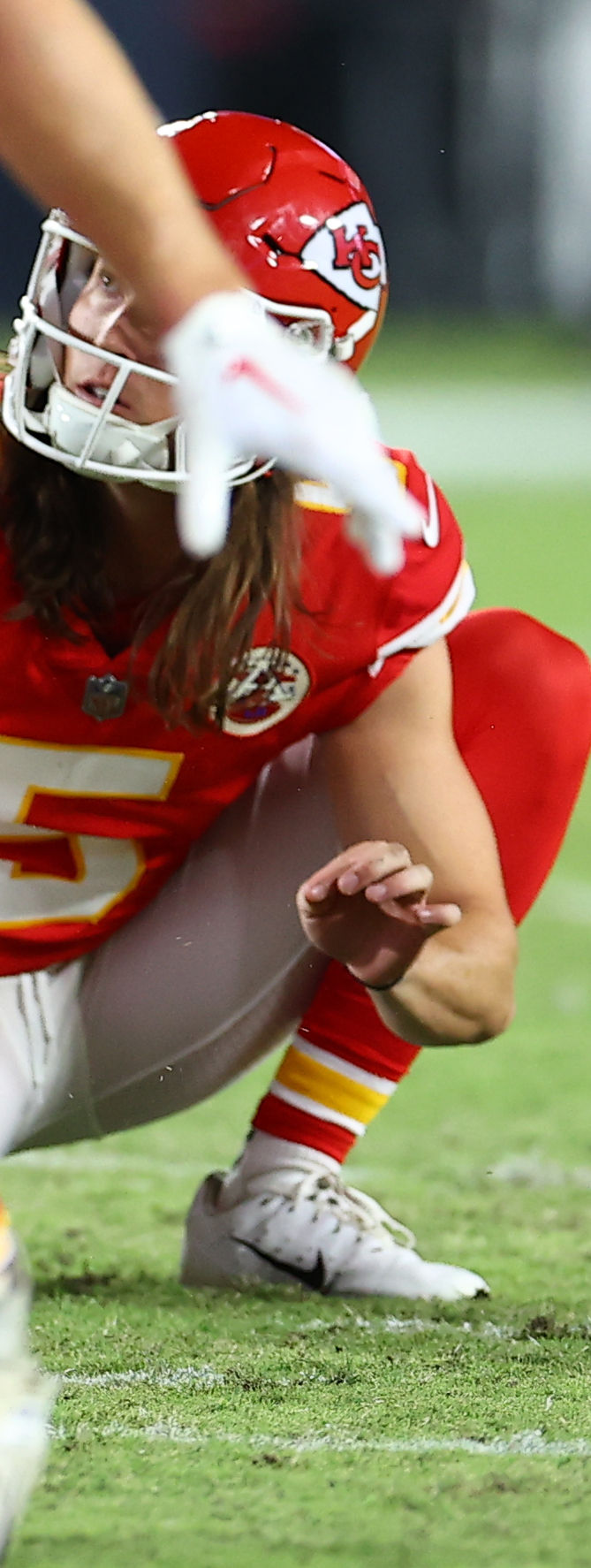
Townsend en 2022.

Thomas Townsend, né le 12 novembre 1996 à Orlando en Floride, est un sportif professionnel de football américain jouant au poste de punter dans la National Football League (NFL) depuis la saison 2020.
Après avoir joué au football universitaire dans la NCAA Division I FBS, une saison pour les Volunteers de l'université du Tennessee (2015) et quatre saisons pour les Gators de l'université de Floride (2016-2019), il n'est pas sélectionné lors de la draft 2020 mais est engagé par la franchise des Chiefs de Kansas City où il reste quatre saisons. Il rejoint en 2024 les Texans de Houston en 2024.
Avec les Chiefs, il remporte au terme des saisons 2022 et 2023, les Super Bowls LVII et LVIII.
Son frère, Johnny Townsend (en), est aussi un punter professionnel.

## Carrière professionnelle

### Chiefs de Kansas City
Townsend n'est pas choisi lors de la draft 2020 de la NFL mais est engagé en tant qu'agent libre par les Chiefs de Kansas City le 30 avril 2020.

#### 2020
Lors du quatrième match de sa saison rookie en 2020, il effectue deux punts de 65 yards contre les Patriots de la Nouvelle-Angleterre. Il finit le match avec une moyenne de 60,8 yards, établissant le record de sa franchise (matchs avec au minimum 4 punts) , et une moyenne nette de 47,8 yards par punt. Le 1er novembre, il réussit sa première passe en carrière à la suite d'un faux punt lors du match contre les Jets de New York. Il obtient le first down à la suite de cette passe de 13 yards. En 15e semaine contre les Saints de La Nouvelle-Orléans, Townsend effectue six punts, dont trois arrivent derrière la ligne des 20 yards ainsi qu'un atre de 61 yards, ce qui lui permet d'être désigné meilleur joueur des équipes spéciales de la semaine en AFC. Townsend termine la saison 2020 avec 52 punts pour 2 339 yards nets et une moyenne de 44,98 yards par punt. À la suite de sa saison rookie, il est sélectionné dans l'équipe des meilleurs Rookie de la NFL par la Pro Football Writers of America (en) (PFWA).
Lors du match de série éliminatoire 2020 des Chiefs contre les Browns de Cleveland, il ne doit effectuer aucun punt, ce qui constitue une première dans sa carrière et une deuxième dans l'histoire de la franchise des Chiefs après Jason Baker en 2003.

#### 2021
Lors du match en 9e semaine contre les Packers de Green Bay, Townsend effectue six punts pour une moyenne de 56,8 yards dont cinq arrivent derrière la ligne des 20 yards adverses. Pour sa performance, il est désigné meilleur joueur des équipes spéciales de la semaine en AFC. La semaine suivante, il réussit sa deuxième passe en carrière à la suite d'un faux punt pour un gain de 16 yards. À la suite de ces performances, Townsend est désigné meilleur joueur des équipes spéciales du mois de novembre en AFC. Placé sur la liste des réservistes touchés par la Covid-19 le 24 décembre 2021, il est réactivé le 29 décembre.

#### 2022
Townsend est désigné meilleur joueur des équipes spéciales du mois de septembre 2022 en AFC et meilleur joueur des équipes spéciales de la 15e semaine en AFC à la suite de son match contre Houston.
Il termine la saison avec 53 punts et 2 672 yards avec une moyenne de 50,42 yards par punt. Ses performances lui permettent d'être sélectionné pour le Pro Bowl et dans la première équipe All-Pro.
Il remporte le Super Bowl LVII 38 à 35 contre les Eagles en y réussissant deux punts de 98 yards.

#### 2023
Townsend termine la saison 2023 avec un bilan de 59 punts pour 2 776 yards (moyenne de 47,05 yards par punt). Il remporte le Super Bowl LVIII 25 à 22 contre les 49ers de San Francisco y effectuant cinq punts pour un gain de 254 yards.

### Texans de Houston
Le 15 mars 2024, Townsend signe un contrat de deux ans avec les Texans de Houston

## Statistiques

### NCAA
| Année       | Équipe               | Statut      | MJ |        | Punt  | Punt | Punt |
| Année       | Équipe               | Statut      | MJ | Tentés | Yards | Moy. |      |
| 2018        | Gators de la Floride | Jr.         | 13 | 51     | 2 315 | 45,4 |      |
| 2019        | Gators de la Floride | Sr.         | 13 | 42     | 1 847 | 44,0 |      |
| Totaux NCAA | Totaux NCAA          | Totaux NCAA | 26 | 93     | 4 162 | 44,8 |      |

### Scouting Combine
| Taille              | Poids          | Bras           | Main          | Sprint   | Sprint   | Sprint   | Shuttle 20 yards | 3 cones drill | Détente   | Détente     | Développé couché | Test Wonderlic |
| Taille              | Poids          | Bras           | Main          | 40 yards | 10 yards | 20 yards | Shuttle 20 yards | 3 cones drill | verticale | horizontale | Développé couché | Test Wonderlic |
| 1,86m (6 ft 1 ⅜ in) | 87 kg (191 lb) | 82cm (32 ⅛ in) | 23cm (9 ⅛ in) | 4,75 s   | 1,64 s   | 2,74 s   | -                | -             | -         | -           | -                | -              |

### NFL
| Légende | Légende                                                                                             |
| ------- | --------------------------------------------------------------------------------------------------- |
|         | Meilleur joueur de la NFL par l'Associated Press (MVP)                                              |
|         | MVP du Super Bowl                                                                                   |
|         | Gagnant du Super Bowl                                                                               |
|         | Record de la NFL                                                                                    |
|         | Mène la Ligue                                                                                       |
| Gras    | Record de carrière (Pour les interceptions et les fumbles, il s'agit du record minimum en carrière) |

| Année      | Équipe                | MJ |                 | Punt            | Punt            | Punt |
| Année      | Équipe                | MJ | Tentés          | Yards           | Moy.            |      |
| 2020       | Chiefs de Kansas City | 16 | 52              | 2 339           | 45,0            |      |
| 2021       | Chiefs de Kansas City | 16 | 31              | 1 746           | 47,2            |      |
| 2022       | Chiefs de Kansas City | 17 | 53              | 2 672           | 50,4            |      |
| 2023       | Chiefs de Kansas City | 17 | 59              | 2 776           | 47,1            |      |
| 2021       | Texans de Houston     | ?  | Saison en cours | Saison en cours | Saison en cours |      |
| Totaux NFL | Totaux NFL            | 66 | 201             | 9 533           | 47,4            |      |

| Année      | Équipe                | MJ |        | Punt  | Punt | Punt |
| Année      | Équipe                | MJ | Tentés | Yards | Moy. |      |
| 2020       | Chiefs de Kansas City | 3  | 04     | 151   | 37,8 |      |
| 2021       | Chiefs de Kansas City | 3  | 10     | 435   | 43,5 |      |
| 2022       | Chiefs de Kansas City | 3  | 10     | 452   | 45,2 |      |
| 2023       | Chiefs de Kansas City | 4  | 15     | 715   | 47,7 |      |
| Totaux NFL | Totaux NFL            | 13 | 39     | 1 753 | 44,9 |      |